# Salvador Dalí Museum
El Salvador Dalí Museum es un museo de arte situado en el centro de la ciudad de San Petersburgo, Florida, Estados Unidos. Alberga la colección más grande de pinturas de Salvador Dalí fuera del continente europeo. 

## Historia
Antes de que contrajeran matrimonio en 1942, la pareja conformada por Albert Reynolds Morse y Eleanor Morse, asistieron a una retrospectiva de la obra de Dalí en el Museo de Arte de Cleveland. Después de que quedaran intrigados por la temática del pintor español e impresionados por su habilidad artística, decidieron comprar un año después su primera obra titulada Araña de la noche...esperanza. La compra marcó el inicio de una relación de patronazgo y amistad de cuarenta años con Dalí y resultó en una exhaustiva colección de pinturas del artista.
En 1965 los Morse prestaron doscientas obras de su colección para que se realizase una retrospectiva del artista y en aquel momento se dieron cuenta de que tras coleccionar pinturas de Dalí por veinticinco años habían generado una pequeña retrospectiva del pintor que necesitaba un lugar permanente para ser expuesto. Unido a esto estaba el temor de la pareja de que las obras que habían coleccionado con tanto esmero se dispersasen tras su muerte lo que hizo que se planteasen la idea de establecer un museo. Hasta 1971 las obras se exhibieron en su residencia privada en Cleveland, Ohio. Ese mismo año la pareja de esposos abrió un museo adyacente a su oficina en Beachwood, Ohio, y la inauguración de apertura fue presidida por Dalí. Al final de la década y con un abrumador número de visitantes los Morse decidieron buscar una nueva ubicación para su colección. Tras una búsqueda que llamó la atención nacional se eligió una bodega marítima abandonada en la costa de San Petersburgo, Florida y que fue rehabilitada para alojar la obra de Dalí. El museo abrió sus puertas el 10 de marzo de 1982. 
A mediados de 2008 se anunció una nueva ubicación para el museo de Dalí, el cual fue inaugurado el 11 de enero de 2011. El nuevo edificio fue diseñado por la firma arquitectónica HOK y fue construido frente al mar y junto al teatro Mahaffey Theater. Una parte del exterior del edificio está compuesta por una gran claraboya de vidrios que marca el ingreso al museo.

## Obras
La colección de obras del museo incluye noventa y seis óleos, alrededor de cien acuarelas y dibujos, fotografías, esculturas y objetos de arte. Alberga siete de las dieciocho obras maestras de Dalí como El torero alucinógeno y El descubrimiento de América por Cristóbal Colón. El museo recibe anualmente alrededor de 200.000 turistas de todas partes del mundo y es una parada esencial para los estudiosos de la obra de Dalí.